# Quỳ (họ)
Quỳ (tiếng Trung: 夔) là một họ trong tiếng Trung Quốc. Hiện nay đã vô cùng hiếm thấy.

## Khởi nguyên
Nguồn gốc từ họ Mị, lấy tên nước làm họ. "Thông chí - Thị tộc lược - Dĩ quốc vi thị" ghi lại, thời Xuân Thu vua nước Sở là Hùng Chí có người con được phong ở nước Quỳ (có sách ghi là nước Ngỗi). Nước Quỳ bị nước Sở diệt vào năm 634 TCN, con cháu về sau lấy nước làm họ.
Hai họ Quy - Quỳ là đồng âm, cho nên chung một khởi nguồn.

## Danh nhân lịch sử
Quỳ Tín, quan viên thời Ngũ hồ thập lục quốc, từng làm thượng thư, trấn quân tướng quân, tả tư mã, hữu bộc xạ, thị trung thái úy, thượng thư lệnh, thái bảo.
Quý An, quan viên thời Minh, từng làm huyện lệnh.

## NHÂN vật hư cấu
- Quy Tân Thụ, xuất hiện trong tiểu thuyết Bích Huyết Kiếm và Lộc Đỉnh Ký  của Kim Dung
- Quy Chung, con trai của Quy Tân Thụ